# Shades of Green
Shades of Green (que l'on pourrait traduire par A l'ombre des greens de golf) est un hôtel du complexe de Walt Disney World Resort en Floride créé en 1973. Cet hôtel est l'ancienne Disney Inn loué en 1994 au département américain des armées qui l'a transformé et rouvert en 1996 à l'usage exclusif des personnels militaires (actifs et non) ainsi qu'à leurs familles.
L'hôtel est situé dans la zone hôtelière du Magic Kingdom juste à l'ouest du Disney's Polynesian Resort. Il n'est pas relié directement au monorail encerclant le Seven Seas Lagoon mais sa proximité permet d'en utiliser les services.
Il n'a pas vraiment de thème particulier à l'image des autres hôtels du complexe. Le décor est toutefois proche des country club moderne et de standing.

## Historique
L'hôtel ouvrit au départ sous le nom de The Golf Resort en décembre 1973, comme une extension du clubhouse situé entre les parcours du Palm and Magnolia Golf Club.
Il rouvre après un léger agrandissement le 1er février 1986 sous le nom de The Disney Inn.
Le 1er février 1994, le service MWR (Morale, Welfare and Recreation) du département de la Défense des États-Unis signe officiellement un bail de location pour l'hôtel afin de l'utiliser comme un lieu de séjours pour le personnel militaire,.
Le 12 janvier 1996, Disney revend l'hôtel au gouvernement qui le renomme Shades of Green mais n'est désormais plus accessible qu'au personnel militaire américain.
Grâce à un autofinancement dû à son succès, l'hôtel procède à un important agrandissement et une réouverture le 31 mars 2004. Il ajoute un bâtiment de plus de 200 chambres et une structure de parking.

## Les bâtiments
L'hôtel d'origine a été construit derrière le clubhouse. Le bâtiment principal est constitué de quatre corps de bâtiment de trois étages formant un U et d'un cinquième le reliant au clubhouse. Il comprend 287 chambres.
Le clubhouse a lui été agrandi en 1986 et en 2004 afin d'accueillir les services centraux de l'hôtel, des restaurants et des boutiques.
Au centre des branches du U se trouve la piscine principale. Depuis 1996, le bâtiment du restaurant Evergreens ferme  l'espace
En 2004, l'entrée fut déplacée vers le sud afin de rétablir un équilibre entre l'ancien et le nouveau bâtiment. Le nouveau bâtiment de forme linéaire s'inscrit le long du premier trou du parcours de golf Palm et est accolé d'une structure de parking de 5 niveaux construite au-dessus de l'ancien parking sud.
L'entrée se fait par un couloir qui débouche dans un jardin intérieur. Après une montée serpentant dans le jardin, le hall de l'hôtel se trouve au premier étage. Le hall s'ouvre par une véranda sur les jardins et les lacs situés entre l'ancienne (à droite) et la nouvelle aile (à gauche).
Depuis le hall, on peut rejoindre :
- sur la gauche : la nouvelle aile, les salles de réunions et le parking
- sur la droite : l'accueil, les boutiques, le club house

## Personnes autorisées
Comme l'hôtel appartient au service des loisirs des armées américaines, il n'est pas ouvert au public. Les réservations de chambres dans l'hôtel ne sont réservées qu'aux personnes éligibles suivantes :  
- les membres actifs ou retirés de l'armée
- les soldats de réserve
- les gardes-côtes
- les employés civils du Département de la Défense.

Toutefois ces personnes peuvent accueillir durant la totalité ou une partie de leurs séjours des personnes non éligibles.
Les prix des chambres sont basés sur la solde liée au rang ou au grade. Ils sont ajustés selon une échelle dynamique à la hausse plus le rang/grade est élevé. Les prix les plus élevés sont comparables à ceux des hôtels Disney du complexe. L'hôtel indique que les personnes éligibles doivent constamment avoir sur eux une carte permettant la vérification de leur éligibilité.
L'hôtel dispose aussi de réduction sur les prix des billets pour les parcs ainsi uniquement pour les personnes éligibles.

## Les services de l'hôtel
L'hôtel dispose de son propre service ce bus dissocié du Disney Transport mais qui permet de rejoindre le Transportation and Ticket Center, Disney's Animal Kingdom, Disney's Hollywood Studios, Downtown Disney et les parcs aquatiques.
Pour le reste il est considéré comme un hôtel Disney et dispose donc des services d'entrée/sortie plus tôt/tard aux parcs mais pas du  service Magical Express permettant de déposer les bagages directement de l'aéroport d'Orlando à l'hôtel.

### Les chambres
L'hôtel comporte 586 chambres disponibles en deux catégories : avec vue standard ou avec vue sur la piscine/les lacs.

### Les restaurants et bars
L'hôtel possède :
- Evergreens Sports Bar and Grill un restaurant sur le thème du sport situé de l'autre côté de la piscine principale
- Garden Gallery Restaurant une cafeteria familiale située au rez-de-chaussée entre la véranda, le lac et l'ancienne aile.
- Mangino's Ristorante' un restaurant italien assez chic ajouté en 2003-2004 au rez-de-chaussée
- Eagles Lounge
- America un glacier de style années 1950.
- Express Cafe une brasserie à l'entrée de l'hôtel de part et d'autre du couloir.

### Les boutiques
L'hôtel comprend :
- une boutique AAFES (Army & Air Force Exchange Service) réservé au personnel militaire
- Made in the Shade Shoppes une boutique orientée sur les articles de golfs

### Les activités possibles
La grande salle Magnolia Ballroom permet d'accueillir près de 500 personnes ou d'être scindée en 4 salles égales. Deux salles Oak Prefunction et Palm Prefunction permettent aussi d'accueillir des réunions.
- Deux piscines :
  - Mill Pond Pool située entre les ailes du bâtiment principal et avec une partie réservée aux enfants
  - Magnolia Pool située entre l'aile nord du bâtiment principal et le clubhouse.
- Une aire de jeu pour enfants entre la Mill Pond Pool et l'aile nord
- Deux terrains de tennis éclairés situés à côté de l'aile sud et du restaurant Evergreens
- Un centre de remise en forme (rez-de-chuassée entre le Mangino Ristaurante et l'accès au parking et la nouvelle aile.
- Sylvan Center est une zone d'aventure dans les arbres situé derrière le restaurant Evergreens
- une salle de jeu vidéo au sein du restaurant Evergreens
- Pour le golf, l'hôtel est entouré par les deux parcours du Palm and Magnolia Golf Club